# MathML
MathML, скраћено од Mathematical Markup Language, представља језик базиран на XMLу којем је намена структурно и садржајно описивање математичких белешки. Основна идеја иза овог језика је да се на једноставан и смислен начин омогући уметање математичких израза у Веб странице.

## Историја
1 објаљен је као препорука W3 Конзорцијума у априлу 1998. године као први језик базиран на XMLу који је препоручен од стране конзорцијума. Верзија 1.01 формата објављена је у јулу 1999, а верзија 2.0 појавила се у фебруару 2001. У октобру 2003. друга ревизија верзије 2.0 је објављена као коначна. Радови на верзији 3.0 започети су у јуну 2006. године, док је она објављена у 21. октобра 2010. као компатибилна са верзијом 2.

## Презентација и семантика
има два облика: презентациони и садржајни.

### Презентациони
Презентациони MathML се фокусира на презентацију математичких записа и има око 30 елемената са 50 атрибута. Сви елементи почињу словом м. Постоје тзв. "жетонски" елементи, <mi>x</mi> (идентификатори), <mo>+</mo> (оператори), <mn>2</mn> (бројеви). Жетонски елементи се комбинују са шаблонским елементима за добијање једначина. Неки шаблонски елементи су <mrow> (ред), <msup> (суперскрипт) и <mfrac (разломак). Осим елемената постоји и велики број ентитета који означавају слова (&pi; - мало слово Пи), симболе (→ - стрелица надесно), операције и невидљиве карактере, као што је ⁢ који представља операцију множења.
Да би MathML документ био исправан, он мора задовољити спецификацију која налаже да мора имати XML декларацију:
```
<?xml version="1.0" encoding="UTF-8"?>

<!DOCTYPE math PUBLIC "-//W3C//DTD MathML 2.0//EN"

         "http://www.w3.org/Math/DTD/mathml2/mathml2.dtd">

```

Једноставан израз облика {\displaystyle ax^{2}+bx+c} изгледао би овако:
```
<?xml version="1.0" encoding="UTF-8"?>

<!DOCTYPE math PUBLIC "-//W3C//DTD MathML 2.0//EN"

         "http://www.w3.org/Math/DTD/mathml2/mathml2.dtd">

<math
 
xmlns=
"http://www.w3.org/1998/Math/MathML"
>

    
<mrow>

        
<mi>
a
</mi>

        
<mo>
⁢
<!-- &InvisibleTimes; -->
</mo>

        
<msup>

            
<mi>
x
</mi>

            
<mn>
2
</mn>

        
</msup>

        
<mo>
+
</mo>

        
<mi>
b
</mi>

        
<mo>
⁢
<!-- &InvisibleTimes; -->
</mo>

        
<mi>
x
</mi>

        
<mo>
+
</mo>

        
<mi>
c
</mi>

    
</mrow>

</math>

```